# Iulius Nepos római császár
Flavius Iulius Nepos Augustus, általánosan elterjedt néven Iulius Nepos császár (Dalmatia, 430 körül – Dalmatia, 480. május 9.) nyugatrómai császár volt, aki 474 és 475 (Dalmáciában 480) között uralkodott. Uralkodása idején a Birodalom újra fennhatóságot szerzett Dalmácia felett, azonban kénytelen volt feladni Galliát. Ez utóbbi kudarca után Orestes seregeivel megtámadta, saját fiát, Romulus Augustulust ültetve a trónra. Nepos Dalmáciába menekült, ahol 480-ban bekövetkező haláláig uralkodott római császárként. Formailag tehát ő, és nem Romulus Augustus volt az utolsó nyugatrómai császár.

## Élete
430 körül született. Apja, Nepotinus magister militum (a hadsereg főparancsnoka) volt Avitus uralkodása idején. Anyja Szicília és Dalmácia parancsnokának, Marcellinusnak volt a nővére. A Codex Iustinianus is megemlíti a nevét, mint dalmáciai tábornokot 471-ben, ám mind a mai napig nem tudni, hogy ez őt vagy apját jelenti.
Nepos 468-ban vette át a parancsnokságot Dalmácia felett, amely csupán névlegesen tartozott a birodalomhoz, valójában független terület volt. I. Leó bizánci császár feleségének, Aelia Verinának az unokahúgát feleségül adta hozzá. Mivel nem ismerte el Glycerius-t római császárnak, annak 473-as trónra lépése után katonai támogatást nyújtott Neposnak, akit kiszemelt a nyugatrómai trónra. Nepos csapatai 474 júniusában Ravennába vonultak, ahol kikényszerítették Gylcerius lemondását, akit Salonae püspöki székébe száműztek.
Trónra lépését elismerte mind a római szenátus, mind a nép, és Leó bizánci császár is. Ezután egy rövid időre ismét a Nyugatrómai Birodalom részévé vált Dalmácia, ám Gallia nagy része elszakadt tőle. Itt ugyanis I. Eurich került hatalomra, aki felszámolva az addig fennálló rendszert, önálló államot hozott létre a korábban névleges római uralom alatt álló területen. Bár a Nepos által kinevezett főparancsnok, Ecdicius, aki Avitus császár fia volt, mindent megtett a kulcsfontosságú város, Arverna védelme érdekében, a túlerő felett nem tudott győzni. Nepos nem tudott erősítést küldeni, így végül kénytelen volt követséget meneszteni a gót királyhoz, és 475-ben lemondani a teljes területről a vizigótok javára. A szerződésben nem csak hódításaikat ismerték el, de Hispania nagyobb részét is megkapták.
Ezalatt Orestest nevezte ki főparancsnokává, aki azonban saját fiát, Romulus Augustust akarta a trónra ültetni, így csapataival Ravenna ellen vonult. Nepos megszökött a császári fővárosból, és székhelyét Dalmáciába tette át. Augustus Romulus uralkodása azonban a következő évben véget ért, és Odoaker vette át a hatalmat, megszüntetve ezzel a Nyugatrómai Birodalmat. Ekkor Nepos követséget menesztett Zénón bizánci császárhoz, segítséget kérve tőle a trón visszaszerzéséhez. Zénón megpróbált közbenjárni Nepos ügyében Odoakernél, és kérte visszafogadását a trónra. Ez gyakorlatban nem történt meg, de Odoaker látszatban igyekezett tartani magát Zénón kéréséhez. Ezt bizonyítja az is, hogy ismét veretni kezdte a Nepos arcképével ellátott aranypénzeket.
Nepos Dalmáciában halt meg 480. május 9-én, amikor Salonae környéki házában két csatlósa meggyilkolta.